# علي الخضراوي
علي نور الخضراوي، من مواليد 31 مايو 1997 في القطيف، هو لاعب تنس الطاولة سعودي، حقق عدة انجازات لبطولات عربية، ومنها ذهبية بطولة الخليج للشباب «فردي» عام 2014، وذهبية بطولة البحرين الدولية «فردي» عام 2015، وذهبية بطولة غرب آسيا للفرق والفردي بالأردن عام 2019.